# Thứ Hai Đen (1987)

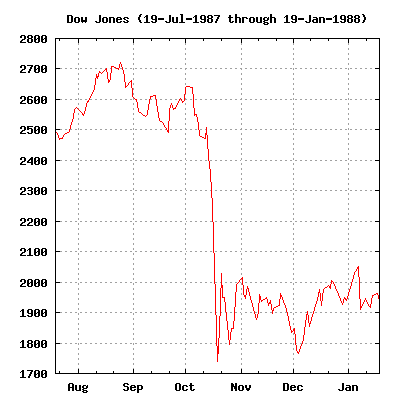
DJIA (từ 19 tháng 7 năm 1987 đến 19 tháng 1 năm 1988)

Thứ Hai Đen là tên mà giới tài chính đặt cho ngày thứ Hai, 19 tháng 10 năm 1987. Hôm đó, chỉ số bình quân công nghiệp Dow Jones đã tụt tới 508 điểm xuống còn 1739 (22,6%). Tình trạng tương tự xảy ra đồng thời khắp thế giới. Vào cuối tháng 10, các thị trường chứng khoán của Hồng Kông đã tụt 45,8%, Úc 41,8%, Tây Ban Nha 31%, Anh Quốc 26,4%, Hoa Kỳ 22,68% và Canada 22,5%.
Sụt giá chứng khoán trong ngày Thứ Hai Đen là sự sụt giá chứng khoán trong ngày tính theo điểm phần trăm lớn nhất đến lúc đó.
Vẫn còn những bí ẩn về nguyên nhân xảy ra việc này. Một số giả thiết đã được đưa ra bao gồm sự duy lý của con người, các giả thuyết về thị trường hiệu suất và cân bằng kinh tế nhưng đến nay vẫn chưa có kết luận thống nhất.
Trong ngày đó, các thị trường chứng khoán trên thế giới đã buộc phải thực hiện các biện pháp hạn chế giáo dịch bởi vì số lượng lệnh bán đưa ra quá nhiều, vượt khả năng xử lý của máy tính thời đó. Ngoài ra, việc hạn chế như thế còn nhằm mục đích tạo thời gian cho Cục Dự trữ Liên bang Hoa Kỳ và các ngân hàng trung ương khác bơm tiền vào (tăng mức thanh khoản) nhằm giảm tốc độ sụt giá. Xu hướng sụt giảm chạm đến đáy vào ngày hôm sau, 20 tháng 10 năm 1987.